# 毛臂形草
毛臂形草（学名：Brachiaria villosa var. villosa）为禾本科臂形草属下的一个变种。

## 扩展阅读
- 維基物種上的相關：毛臂形草